# Lüchingen

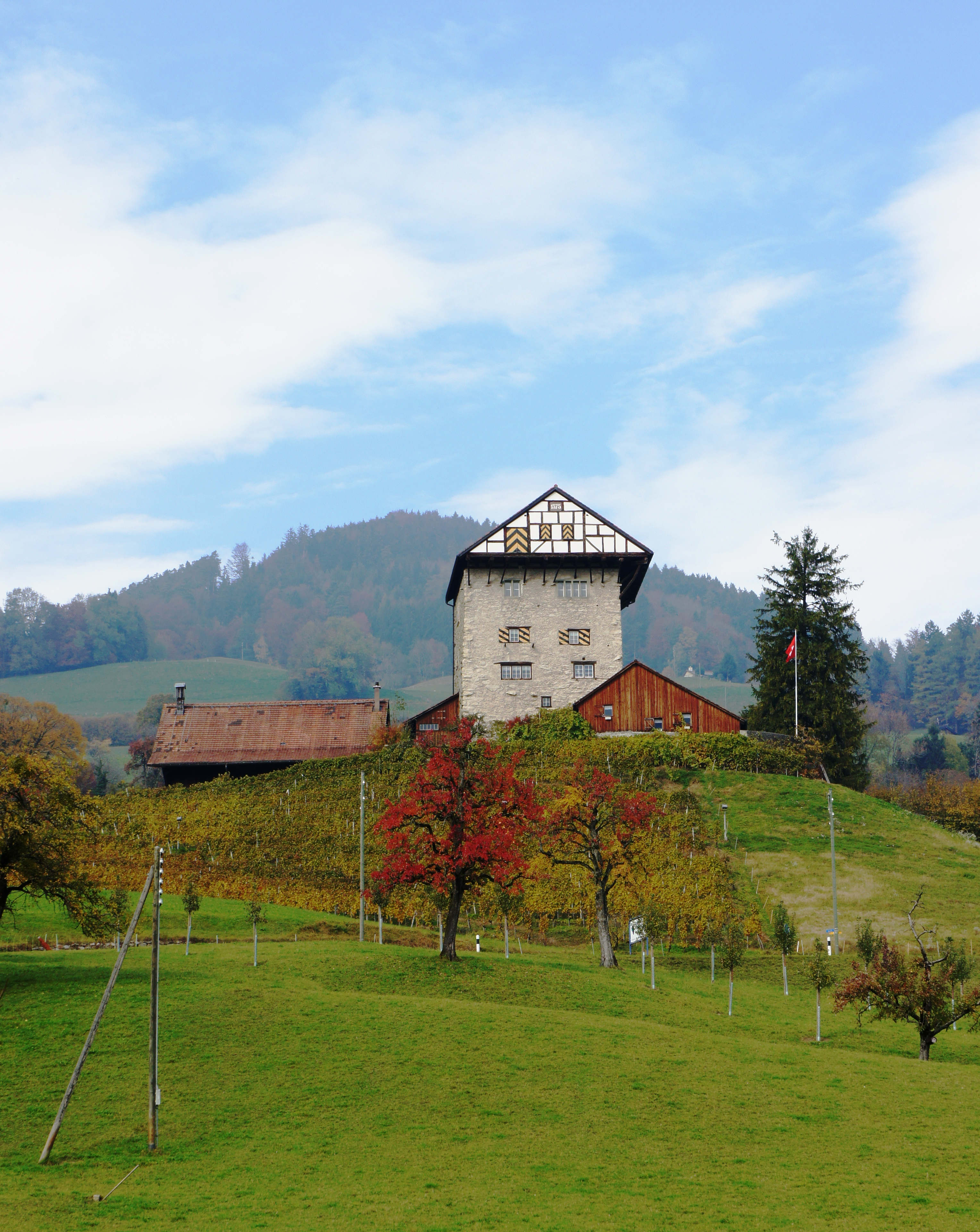
Burg Neu-Altstätten in Lüchingen (2011)

Lüchingen ist ein Dorf, das zur politischen Gemeinde Altstätten im Kanton St. Gallen gehört.
Lüchingen hat etwas über 2'054 Einwohner. Es gibt eine Primarschule, verteilt auf zwei Schulhäuser, und einen Kindergarten. Der Ort liegt nordöstlich der Stadt Altstätten an der Hauptstrasse 13 im St. Galler Rheintal. Lüchingen ist durch eine Linie der RTB Rheintal Bus sowie über den nahen Bahnhof Altstätten SBB an der Bahnstrecke Chur–Rorschach am ÖV angebunden.
Die Burg Neu-Altstätten oberhalb von Lüchingen wurde um 1375 erbaut.